# 문학소녀
《"문학소녀"》("文学少女" 분가쿠소조[*])는 노무라 미즈키가 쓴 라이트 노벨 시리즈다. 일러스트는 타케오카 미호가 맡았다. 패미통 문고에서 2006년 5월부터 발행중이다.
국내에는 현재 8권까지 발행. 2008년 8월 발매한 《문학소녀와 신에 맞서는 작가 하편》으로 본편은 완결되었다.

## 개요
이 라이트 노벨이 대단해! 2007에서 8위를 수상, 2008에선 3위, 2009에선 1위를 수상했다. 또, 2007년엔 미스터리 부문상을 수상하였다.
이 시리즈는 실존하는 문학 소설을 소재로 하였으며, 그 소설을 재현하듯이 내용을 전개하거나, 등장인물이 그 소설에 강한 영향을 받고 있다. 이야기는 기본적으로 이노우에 코노하의 1인칭 시점으로 진행되지만, 그 이야기 사이에 등장 인물 중 〈누군가〉의 문장·심정 등이 그 인물의 시점으로 묘사된다.

## 줄거리
주인공은 고등학교 2학년인 현재, 평범한 고등학생인 이노우에 코노하. 그는 과거에 큰 트라우마가 있어서 좌우명마저 〈군자는 위험한 곳에 가지 않는다.〉이다.
그런 그가 엉뚱한 일로부터, 진짜 문학소녀인 아마노 토오코의 비밀을 알게 된다. 그래서 그는 토오코가 부장을 맡는 문예부에 강제적으로 입부되어 매일 산다이바나시(三題噺)를 쓰게 된다.
천진난만하고 순진한 토오코에게 좌지우지되어 〈이건 사건이야!〉라는 말에 머리를 움켜쥐면서도, 토오코가 깊이 관여한(혹은 코노하 본인이 말려 든) 다양한 사건을 해결로 이끄는 데 도움을 준다. 그러는 중에 관계를 가진 다케다 치아, 아쿠타가와 카즈시, 사쿠라이 류우토, 히메쿠라 마키, 고토부키 나나세 등에게 조금씩 마음을 열어, 이윽고 트라우마의 원인이 된 어느 소녀와 재회를 한다.
그리고 그의 이야기가 해결되어 과거부터 해방되었을 때. 그는 토오코를 배반하고, 토오코도 그를 배반한다. 치아, 류우토, 카즈시, 나나세, 마키, 그리고 코노하----. 따뜻하고, 달고, 상냥한 문학소녀의 손에 의해 마침내 모든 이야기가 해결되었고 주는교회 책략가의 정체를 밝힐 때.
독자인 문학소녀 - 아마노 토오코의 이야기가 완성된다.
그녀가 이야기를 해결해 나감에 따라, 그들의 운명도 조금씩 움직이기 시작한다…….

## 등장인물

### 메인 캐릭터
※ 성우는 드라마CD, 극장판 애니메이션의 성우.
아마노 토오코(天野 遠子)
성우 - 하나자와 카나
세이죠 고교 3학년. 생일은 3월 15일. 문예부 부장으로, 이노우에 코노하의 선배에 해당하는 여성. 자칭 "문학소녀"이며, 순수 문학의 책이나 소설의 원고를 문자 그대로 종이마다 먹는 미식가. 이 행위를 보고 이노우에 코노하는 요괴라고 부르거나 한다(아버지도 책이나 소설을 먹어 어머니가 이야기를 써 주고 있었다). 보통 음식도 먹을 수 있지만, 본인에게 있어서는 맛이 나지 않는 단순한 무기물에 지나지 않는다(그렇기 때문에, 이야기를 음식의 맛에 비유해 표현하고 있는 것도 어디까지나 상상). 도서위원보다 먼저 도서실에 도착하고 자세히 아는 등, 문학에도 정통하다. 버스트는 추정 A컵. 본인도 그 일을 신경쓰고 있다.
호칭은 기본적으로 〈토오코 선배〉. 또, 〈토오코〉 〈토오코 언니(누나)〉 〈아마노 씨〉 〈아마노 선배〉라고도 불린다.
양갈래로 길게 땋은 검은 머리카락에 흰 피부, 세라복을 입은 그 모습은 고전풍의 그윽한 문학소녀 그 자체이지만, 성격은 순진하고 느긋해서 천연 기색. 이야기인 듯한 공상을 떠올리거나, 뭔가 결정하면 남의 의견도 듣지 않고 행동으로 옮기거나 한다. 부탁받지도 않았는데 남의 사정에 깊이 관여하는 참견쟁이인 면도 있어, 일이 있을 때마다 〈코노하! 이건 사건이야!!〉라며, 그의 싸늘한 태도에도 상관하지 않고 그를 끌어들인다. 그 한편으로 이상한 곳에서 감이 날카롭고, 때로는 매우 자그마한 배려를 할 수 있는 사람이기도 하다.
여러 가지 이야기를 읽는 일과 먹는 일에 열심이다. 코노하가 아무리 엉망진창인 이야기를 써도, 그것을 결코 남기지 않는 등, 문학에 대해서는 진지하다. "난 어디까지나 탐정이 아니고, 단순한 〈문학소녀〉야. 그러니까 내가 하는 건 추리가 아니고 망상을 토대로 한 상상이야."라는 본인의 변명.
또 연애에도 흥미가 있는 것 같지만, 어느 유명한 점쟁이에게 점을 봤는데, 고등학생인 현재 연애운에 액이 낀 것 같다.
자신 있는 교과는 국어와 영어. 외국어는 외국 문학 작품을 원서로 읽고 싶기 때문에, 영어 이외에도 중국어나 프랑스어도 공부하고 있는 것 같다.서투른 과목은 수학. 숫자를 먹어도 하나 하나의 문자에 의미가 없기 때문에 맛은 나지 않는다고 한다.
콜라보 앤솔로지 2 《문학소녀는 가고일과 바보의 계단을 오른다》에서 《바보와 시험과 소환수》의 등장 인물과 공동출연 했을 때에는 시험 소환 전쟁을 체험하는 장면도 있다. 소환수의 장비는 서양 투구와 갑옷. 무기는 자신 있는 교과로 싸울 경우는 신장을 넘는 길이의 랜스이지만, 서투른 교과인 수학으로 싸울 경우는 앞이 깨진 스푼으로 약해진다.
이노우에 코노하(井上 心葉)
성우 - 이리노 미유
주인공이며, 본작의 주된 화자. 세이죠 고교에 다니는 고등학교 2학년. 호칭은 〈코노하〉 〈코노하 선배〉 〈코노하 씨〉 〈이노우에〉 〈이노우에 군〉 등 다양. 중학교 3학년 때에 난생 처음 쓴 〈하늘과 닮은〉이라는 소설을 〈이노우에 미우〉라고 하는 펜네임으로 문예 잡지에 응모했는데 대상을 수상, 14세의 수수께끼의 미소녀 익명 작가로서 팔리기 시작한다. 책은 베스트셀러가 되어 영화화나 드라마화도 되어 사회 현상이 되지만, 당시 마음이 있던 아사쿠라 미우와 관련된 어떤 사건이 일어나 스트레스로 과호흡을 일으켜 쓰러져서 한때 폐인이 된다. 이 사건으로 인해 타인과의 관련을 가능한 한 피하는 소극적인 성격이 되지만, 아마노 토오코와의 만남에 의해 조금씩 쾌활한 성격을 되찾고 있다.
현재는 평범한 남자 고교생으로서 생활하고 있지만, 아마노 토오코의 비밀을 알게 되어 문예부에 억지로 끌려들어가 여러 가지 사건(귀찮은 것들)에 깊이 관여한다. 지금은 그녀의 간식 심부름꾼. 매일 쓰는 산다이바나시는 가끔 일부러 이상한 이야기를 쓰고, 토오코에게 짖궂게 굴기도 하지만, 가끔 그녀 취향의 달고 맛있는 간식을 써 주기도 한다.
토오코를 진심으로 신뢰하고 있고, 작중 몇번이나 꺾일 때마다 그녀에게 구해진다.
콜라보 앤솔로지 2에서 《바보와 시험과 소환수》의 등장 인물과 공동출연 했을 때에는 어떤 사정으로 여장을 하게 되었지만, 아무것도 모르는 사람이 보았을 경우 틀림없이 여성이라고 생각할 만큼 어울린다. 그리고 작중에서 토오코와 작자 코멘트에서 노무라 미즈키(이 에피소드 자체는 이노우에 켄지에 의한 집필) 쌍방에서 〈예전부터 코노하는 여장이 어울린다고 생각했다〉라고 커밍아웃한다. 여장한 코노하의 삽화가 붙은 것은 노무라 미즈키의 희망에 의한 것.
고토부키 나나세(琴吹 ななせ)
성우 - 미즈키 나나
코노하의 동급생. 도서위원. 중학생 시절의 어떤 사건으로 인해 코노하에게 마음이 있다. 고등학교에서 재회했지만, 코노하에게 자신의 본심을 속이고 있어서 초조함을 느끼고 있다. 아마노 토오코를 존경하고 있지만, 동시에 코노하와 사이가 좋기 때문에 질투심도 있는 것 같다. 갈색의 머리카락과 발군의 프로포션을 가지는 미인으로 같은 반의 남자들 사이에서도 인기가 있다.
극도의 츤데레로 코노하를 앞에 두면 제대로 말할 수 없게 될 정도로 연애가 서투름.
호칭은 〈고토부키 선배〉 〈고토부키 씨〉 〈고토부키〉 〈나나세 선배〉 〈나나세〉 등, 코노하와 같이 다양.
같은 반인 모리와는 친구, 학교가 다른 미토 유우카와는 절친한 친구.
히메쿠라 마키(姫倉 麻貴)
성우 - 이토 시즈카
세이죠 고교 3학년.세이죠 학원 이사장의 손녀. 오케스트라부의 부장으로 지휘자. 쿼터 이고 주위에서는 공주로 불릴 정도의 미모를 가지고 있다. 거만한 성격. 사실은 미술부에서 그림을 그리길 원하지만, 이사장의 손녀라는 이유로 오케스트라부에 들어가고 그 조건으로서 학교에 아틀리에를 만들게 해서 근거지로 하고 있다. 토오코에게 집착이 있어서 누드 모델을 해달라고 계속 설득하고 있다. 사실인지 아닌지, 토오코의 아슬아슬한 사진을 수백 장 가지고 있다고 단언하는 등 반변질자적인 언동도 눈에 띈다. 한편, 수많은 부원이 있는 오케스트라부에 소속해 있기 때문에 상당한 정보통이다. 토오코 일행도 때때로 정보를 얻으러 그녀에게 온다.
통칭은 〈공주님〉이지만 작중에서는 후에, 〈마키〉 〈마키 선배〉 등의 이름으로 불린다.
히메쿠라의 혈통을 매우 싫어한다.
다케다 치아(竹田 千愛)
성우 - 토요사키 아키
문예부에 러브레터의 대필을 의뢰한 소녀. 세이죠 고교에 다니는 1학년. 도서위원.
평상시는 강아지와 같이 사랑스럽고 순수하고, 잘 넘어지는 덜렁이. 하지만 그것은 연기하고 있는 다케다 치아이며, 사실은 무슨 일에도 무감동·무관심하고, 얼굴에 감정이 나타나지 않는다. 할머니나 친구가 죽어도 아무 감정도 느끼지 못하고, 그런 자신에게 절망해 손목을 긋거나 자살미수를 반복하고 있다. 후에 본성을 간파한 류우토와 사귀기 시작한다.
호칭은 〈다케다 씨〉 〈다케다〉 〈치아〉 등. 류우토에게는 〈치이〉라고 불린다.
사쿠라이 류우토(櫻井 流人)
성우 - 미야노 마모루
토오코가 살고 있는 집의 아들로, 남동생과 같은 존재. 현재 고등학교 1학년이지만, 대학생처럼 보이는 용모이다. 살로메 같은 애증이 넘치는 격렬한 연애가 취향이라고 하는, 꽤 변질된 취향을 가지고 있다. 자칭 매저키스트. 여성에게 인기를 끌기 위해 세다리, 네다리는 당연한 것 같다. 토오코에게 충실하고, 인맥(주로 여성)이나 PC를 사용한 정보 수집에 능통하다. 행동도 민첩하다. 밝고 사교적이지만, 목적을 위해서는 수단을 가리지 않는 냉철한 면도 있다.
토오코를 누나처럼 생각하고 그녀의 행복을 바라고 있다. 그녀와 코노하를 이어주려고 분주하게 움직이기도 한다.
호칭은 〈류우토 군〉〈류우토〉〈류 군〉〈류〉.
아쿠타가와 카즈시(芥川 一詩)
성우 - 오노 다이스케
코노하의 같은 반 친구. 궁도부원. 키가 크고 잘생긴 얼굴과 과묵한 성격의 소유자. 성적도 일학년의 중간고사는 4위, 기말고사는 2위라고 하는 우수함. 운동신경도 좋은 것 같아서 전형적인 우등생이다. 어떤 이유로부터 성실한 인간이 되기로 스스로 다짐한다.
문화제가 있는 사건을 통해 코노하와 친구가 되어, 후에 그와 깊은 정을 맺는다. 미우에게 연애감정으로 호의를 갖고 있어 잔걱정이 많은 성질이라고 할 정도로 그녀를 간호하고 보살펴주고 있다.
호칭은 〈아쿠타가와 군〉〈아쿠타가와〉 거의 둘 중 하나. 〈카즈시 군〉〈아쿠타가와 선배〉는 《얽매인 바보》에서 많이 등장한다. 누나 등의 가족을 제외하고는 미우만이 〈카즈시〉라고 부른다.
아사쿠라 미우(朝倉 美羽)
코노하의 과거의 연인. 이전에는 작가가 되는 것을 목표로 하고 있었지만, 어떤 사건에 의해 장기 입원중. 가정 사정에 괴로워하고 있어 코노하와의 〈이노우에 미우〉의 한 사건이 발단이 되고, 일시적으로 정신이 병들어 버렸다. 정신의 균형을 유지하기 위해서 코노하나 나나세를 상처입혀 추적했다. 현재는 화해하고 아쿠타가와와 함께 열심히 재활훈련을 하고 있다. 《통곡의 순례자》이후는 아쿠타가와와 함께 있는 모습이 많이 보였다. 나나세와는 다른 의미로 무뚝뚝한 성격으로, 아쿠타가와에게 그만 심한 말을 하는 일도 종종 있다.
호칭은 주로 코노하가 부르는 〈미우〉, 아쿠타가와가 부르는 〈아사쿠라〉. 〈아사쿠라 씨〉라고 불리는 것도 〈미우 양〉이라고 불리는 것도 싫어하는 것 같다.
히노사키 나노(日坂 菜乃)
《견습의 첫사랑》에서 등장하는, 외전의 주인공. 세이죠 고교에서 코노하의 2년 후배이다.

### 서브 캐릭터
모리 쿠라라(森 紅楽々)
성우 - 시모다 아사미
고토부키 나나세의 친구로 같은 반. 이름을 부르는 것은 NG인것 같다. 그 때문에 성으로〈모리〉라고 불리고 있다.
나나세의 사랑을 누구보다도 응원하고 있지만, 괜한 참견이라며 그녀에게 자주 혼난다. 그렇지만 누구보다 친구를 챙겨 주는 상냥한 여자 아이.
아쿠타가와에게 마음이 있었지만….
카타오카 슈지(片岡 愁二)
《죽고 싶은 광대》에 등장. 세이죠 고교의 옛 궁도부원. 연인인 사키코가 죽은 후에 자살. 코노하와 용모가 똑같다.
마나베 시게루(真鍋 茂)
《죽고 싶은 광대》에 등장. 10년 전의 궁도부 캡틴. 카타오카 슈지와 동급생. 요즘도 후배를 지도하러 학교에 온다.
키지마 사키코(城島 咲子)
《죽고 싶은 광대》에 등장. 카타오카 슈지의 연인. 10년 전에 사고로 죽었다.
소에다 야스유키(添田 康之)
《죽고 싶은 광대》에 등장. 10년 전의 궁도부원. 카타오카 슈지와 동급생. 요즘도 후배를 지도하러 학교에 온다.
소에다 리호코(添田 理保子)
《죽고 싶은 광대》에 등장. 10년 전의 궁도부 매니저. 카타오카 슈지와 동급생. 요즘도 후배를 지도하러 학교에 온다.
옛날 이름은 세나 리호코로, 현재는 소에다 야스유키와 결혼했다.
사이토 시즈카(斉藤 静)
《죽고 싶은 광대》에 등장. 다케다 치아의 친구로 그녀에게 오리가 그려진 머그 컵을 선물했다. 교통사고로 죽었다.
아메미야 호타루(雨宮 蛍)
《굶주리고 목마른 유령》에 등장. 그녀와 교제하면 불행한 일이 일어난다고 한다. 자주 양호실 신세를 지는데 그 원인은 어떠한 이유로 인한 거식증. 마키의 친구.
언뜻 보면 얌전하지만 아버지인 타모츠(아오이)를 사랑하여 결코 이루어질 수 없는 사랑에 몸을 태우는 격렬한 모습을 보인다.
쿠죠 카야노(九條 夏夜乃)
《굶주리고 목마른 유령》에 등장. 아메미야 호타루의 어머니. 쿠죠는 결혼하기 전의 성. 거식증. 호타루가 어렸을 때 죽었다.
쿠로사키 타모츠(黒崎　保)
《굶주리고 목마른 유령》에 등장. 호타루의 후견인.
실은 호타루의 친아버지. 본명은 '아오이'이고, 소년시절에 카야노와 연애 관계에 있었다. 복수를 위해 호타루를 카야노처럼 만들려고 했지만, 그녀가 자신의 딸인 것을 알고 충격을 받아 폐인 직전까지 추락한다.
하루미(ハルミ)
《굶주리고 목마른 유령》에 등장. 미인인 햄버거 가게 점원. 류우토의 여자친구 중 한 명이지만 비교적 쿨한 관계.
〈유령〉이후 가끔 등장하여, 류우토의 자유분방함에 기막혀 하면서도 그가 터무니 없는 일에 말려들어가지 않을까 걱정하고 있다.
사라시나 마유리(更科 繭里)
《얽매인 바보》에 등장. 옛 이름은 코니시 마유리. 스스로를 아쿠타가와의 여자친구라고 한다. 긴 흑발을 가진 미인.
카노마타 에미(鹿又 笑)
《얽매인 바보》에 등장. 아쿠타가와 카즈시의 초등학교 시절 같은 반 친구. 어떤 사건 후에 전학갔다.
미토 유우카(水戸 夕歌)
《더럽혀진 천사》에 등장. 고토부키 나나세의 친구. 시라후지 음대 부속 고교에 다니고 있다. 장래의 꿈은 오페라 가수.
잔혹한 가정 사정에 마음이 흔들려 원조교제를 통해 음악학교의 학비를 마련하고 있었다. 동반자살로 가족을 잃은 후에, 그것을 잊기 위해 노래에 전념하게 된다. 이전에는 노래가 능숙하지 않아 부진했지만, '음악의 천사'의 레슨을 받고 나서는 공연의 주역을 맡을 정도로 능숙해졌다.
마리야를 사랑하고 있었지만 그에게 폭행당하고 그 상처가 원인이 되어 '음악의 천사' 옆에서 숨을 거두었다.
오미 시로(臣 志朗)
《더럽혀진 천사》에 등장. 실은 〈무성(無性)의 천사〉라고 불리는 천재적인 오페라 가수. 소녀와 같은 소프라노로부터 중성적인 알토, 남성의 낮은 테너까지 여러 가지 소리를 구사할 수 있다. 자신의 노래를 듣고 관객이 자살하는 사건이 잇따르자 노래를 그만두고 정식 무대에서 물러나, 사람들 사이에 죽었다는 소문이 있었다.
고토부키 나나세에게 마음이 있지만 숨기고 있다.
마리야 케이이치(毬谷 敬一)
《더럽혀진 천사》에 등장. 이노우에 코노하가 다니는 학교의 음악 교사.
카가미 쇼코(鏡 粧子)
《더럽혀진 천사》에 등장. 미토 유우카가 다니는 고등학교의 교사. 마리야 케이이치와는 대학시절 친구.
히메쿠라 유리(姫倉 ゆり)
《달과 꽃을 품은 물의 요정》에 등장. 히메쿠라 가의 친척으로 80년 전에 히메쿠라의 별장에 무녀로서 살고 있었다.
시키시마 아키라(敷島 秋良)
《달과 꽃을 품은 물의 요정》에 등장. 학생. 80년전에 히메쿠라의 별장을 방문, 유리와 사랑하는 사이가 되었다.
우오타니 사요(魚谷 紗代)
《달과 꽃을 품은 물의 요정》에 등장. 히메쿠라 마키의 별장에서 메이드로서 일하고 있다. 중학교 1학년.
사쿠라이 카나코(櫻井 叶子)
《신과 마주보는 작가》에 등장. 사쿠라이 류우토의 어머니로 작가. 아마노 유이와는 중학생 시절부터 친구.
충격적인 작품을 쓰는 것으로 유명하고, 그에 따른 비난도 상당히 받고 있다. 그러나 작가로서는 틀림없이 〈진짜〉이며, 그 문체와 이야기 운반은 몹시 아름답다.
사실은 토오코의 친어머니. 유산을 해서 정신이 붕괴되기 직전이었던 유이에게 토오코를 맡겼다. 유이가 죽은 것은 자신의 탓이라고 스스로를 탓하고 있어, 토오코에게 차갑게 대하고 그녀에게 미움받기를 바라고 있었다. 타쿠미와의 사이에 류우토를 낳은 것은, 유이에게 후미하루와 자신의 사이에 남녀 관계는 없다는 의사 표시를 위해서였다. 하지만 류우토도 아들로서 소중히 생각했던 것도 사실.
코노하의 도움으로 토오코와 화해하게 되고, 어색하지만 그녀와 대화를 시도하고 있다.
아마노 후미하루(天野 文陽)
《신과 마주보는 작가》에 등장. 아마노 토오코의 아버지로, 사쿠라이 카나코의 담당 편집자를 했다.
매우 상냥한 인물이었다는 듯이 언제나 부드럽게 미소짓고 있었다. 교통사고로 아내인 유이와 함께 죽는다.
토오코처럼 책을 먹는 인간. 유이가 쓰는 이야기를 〈가정 요리의 맛〉이라고 평가하며 밥으로서 먹고 있었다. 그러나 담당 작가인 카나코의 작품은 그 문학 작품으로서의 가치를 여겨 편집자로서 절대로 먹지 않았다.
사사키가 말하기를, 그와 카나코의 관계는 〈하얀 결혼〉과 같았다며, 남녀로서의 애정과는 완전히 다른 깊은 정으로 연결됐던 듯하다.
아마노 유이(天野 結衣)
《신과 마주보는 작가》에 등장. 아마노 토오코의 어머니. 사쿠라이 카나코와는 중학생 시절부터 친구. 옛날에는 작가를 목표로 하고 있었다.
스와 타쿠미(須和 拓海)
《신과 마주보는 작가》에 등장. 사쿠라이 류우토의 아버지. 아들처럼 여성 관계가 화려하고 클럽의 호객 행위를 했다. 사쿠라이 카나코와 만났을 때는 19세였다.
사사키(佐々木)
《신과 마주보는 작가》에 등장. 훈풍사의 편집자로 아마노 후미하루의 동료. 이노우에 미우의 담당 편집자.
후유시바 히토미(冬柴 瞳)
《견습의 첫사랑》에 등장. 히노사카 나노의 친구. 쿨하고 쇼트 컷에 호리호리한 얼굴로 미인.

### 본편 후의 에피소드
아마노 토오코
《신과 마주보는 작가》의 6년 후의 에피소드에서는 대학졸업 후에 아버지와 같은 길로 나아가 이노우에 미우의 담당 편집자가 되었다. 최종권의 에필로그 종반에서 코노하와 재회하게 된다.
이노우에 코노하
6년 후의 에피소드에서는 작가 이노우에 미우로서 일이 끊이지 않는 인기를 받으며, 여동생 마이카에게 도움을 받고 있다. 담당 편집자가 된 토오코를 맞이할 때, 토오코의 고교시절 운세인 〈운명의 사람은 하얀 머플러를 두르고, 연어를 입에 문 곰 앞에서 만난다〉를 떠올리고, 한 여름에 현관 앞에서 머플러를 두르고, 곰 인형에게 직접 그린 연어를 물리고 기다리고 있었다.
고토부키 나나세
6년 후의 에피소드에서는 사무직 여성이 되었고, 코노하와 공항에서 이야기하는 장면이 등장한다. 여름 휴가를 얻어, 파리에서 극적인 부활을 완수한 오페라 가수, 오미 시로의 공연에 간 것 같다.
히메쿠라 마키
《신과 마주보는 작가》에서 사쿠라이 류우토의 아이를 임신했다. 절대적 존재인 할아버지에게 반발해 자신의 의지로 자신의 아이를 낳는다.
6년 후의 에피소드에서는 류우토와의 아이인 하루토와 현재의 남편, 쿠로사키 타모츠와의 아이인 호타루를 매우 귀여워한다.
다케다 치아
6년 후의 에피소드에서는 중학교 교사가 되었다. 코노하의 회상에서, 류우토와는 6년 후에도 사이좋게 지내는 것 같다.
사쿠라이 류우토
6년 후의 에피소드에서도 변함없이 자유분방해서, 수상한 흥신소에서 아르바이트를 하거나 매우 사랑하는 아들인 하루토에게 주의받거나 한다.
아쿠타가와 카즈시
6년 후의 에피소드에서는 공무원이 되었다.
아사쿠라 미우
6년 후의 에피소드에서는 복지 관련 직장에서 아이들을 돌보고 있다.
사쿠라이 카나코
6년 후의 에피소드에서 〈평범한 날들〉이라는 제목의 따뜻한 작품으로 해외의 문학작품상을 수상해, 작가로서의 가치를 높였던 것이 밝혀졌다.
쿠로사키 타모츠
6년 후의 에피소드에서는 무려 호타루의 친구인 히메쿠라 마키와 결혼해 아이를 낳았다. 고통에서 어떻게든 회복할 수 있었던 것 같다.
오미 시로
6년 후의 에피소드에서는 오페라 가수로서 찬란한 부활을 완수한 것이 밝혀졌다.

## 작품 목록
| 권수 | 타이틀                                       | 주 소재 작품                                                |
| ---- | -------------------------------------------- | ----------------------------------------------------------- |
| 1    | 문학소녀와 죽고 싶은 광대 [피에로]           | 인간 실격                                                   |
| 2    | 문학소녀와 굶주리고 목마른 유령 [고스트]     | 폭풍의 언덕, 낮의 소년과 밤의 소녀(태양의 소년과 달의 소녀) |
| 3    | 문학소녀와 얽매인 바보 [바보]                | 우정                                                        |
| 4    | 문학소녀와 더럽혀진 천사 [안쥬]              | 오페라의 유령                                               |
| 5    | 문학소녀와 통곡의 순례자 [팔머]              | 은하 철도의 밤                                              |
| 6    | 문학소녀와 달과 꽃을 품은 물의 요정 [운디네] | 야차 연못, 풀의 미궁, 외과실                                |
| 7    | 문학소녀와 신과 마주보는 작가 [로만시에] 상  | 좁은 문                                                     |
| 8    | 문학소녀와 신과 마주보는 작가 [로만시에] 하  | 좁은 문                                                     |
| 9    | 문학소녀 견습생의 첫사랑 [첫사랑]            | 소네자키신주                                                |
| 10   | 문학소녀 견습생의 상심 [상심]                | 프랑켄슈타인                                                |
| 11   | 문학소녀 견습생의 졸업 [졸업]                | 마음, 벚꽃 동산                                             |

## 발매 목록
- 엔터 브레인 - 패미통 문고
  - 문학소녀와 죽고싶은 광대 (2006년 5월 10일 발매, ISBN 4-7577-2806-9)
  - 문학소녀와 굶주리고 목마른 유령 (2006년 9월 11일 발매, ISBN 4-7577-2915-4)
  - 문학소녀와 얽매인 바보 (2007년 1월 4일 발매, ISBN 4-7577-3084-5)
  - 문학소녀와 더럽혀진 천사 (2007년 5월 10일 발매, ISBN 978-4-7577-3506-4)
  - 문학소녀와 통곡의 순례자 (2007년 9월 11일 발매, ISBN 978-4-7577-3685-6)
  - 문학소녀와 달과 꽃을 품은 물의 요정 (2008년 1월 4일 발매, ISBN 978-4-7577-3918-5)
  - 문학소녀와 신과 마주보는 작가 상 (2008년 5월 9일 발매, ISBN 978-4-7577-4173-7)
  - 문학소녀와 신과 마주보는 작가 하 (2008년 9월 11일 발매, ISBN 978-4-7577-4371-7)
  - 문학소녀와 사랑하는 삽화집 1 (2009년 1월 7일 발매, ISBN 978-4-7577-4578-0)
  - 문학소녀와 사랑하는 삽화집 2 (2009년 8월 29일 발매, ISBN 978-4-7577-5039-5)
  - 문학소녀와 사랑하는 삽화집 3 (2010년 4월 30일 발매, ISBN 978-4-0472-6487-8)
  - 문학소녀와 사랑하는 삽화집 4 (2010년 12월 25일 발매, ISBN 978-4-0472-6960-6)
  - 문학소녀 견습의 첫사랑 (2009년 4월 30일 발매, ISBN 978-4-7577-4829-3)
  - 문학소녀 견습의 상심 (2009년 12월 26일 발매, ISBN 978-4-0472-6030-6)
  - 문학소녀 견습의 졸업 (2010년 8월 30일 발매, ISBN 978-4-0472-6725-1)
  - 반숙작가와 문학소녀인 편집자 (2011년 4월 30일 발매, ISBN 978-4-0472-7222-4)

- 학산문화사 - 익스트림 노벨
  - 문학소녀와 죽고싶은 광대 (2008년 2월 7일 발매, ISBN 978-89-258-0875-8)
  - 문학소녀와 굶주리고 목마른 유령 (2008년 3월 7일 발매, ISBN 978-89-258-0877-2)
  - 문학소녀와 얽매인 바보 (2008년 6월 7일 발매, ISBN 978-89-258-0878-9)
  - 문학소녀와 더럽혀진 천사 (2008년 8월 7일 발매, ISBN 978-89-258-0879-6)
  - 문학소녀와 통곡의 순례자 (2009년 1월 7일 발매, ISBN 978-89-258-0880-2)
  - 문학소녀와 달과 꽃을 품은 물의 요정 (2009년 3월 7일 발매, ISBN 978-89-258-0881-9)
  - 문학소녀와 신과 마주보는 작가 상 (2009년 6월 7일 발매, ISBN 978-89-258-1787-3)
  - 문학소녀와 신과 마주보는 작가 하 (2009년 7월 7일 발매, ISBN 978-89-258-1788-0)
  - 문학소녀와 사랑하는 삽화집 1 (2010년 7월 7일 발매, ISBN 978-89-258-4688-0)
  - 문학소녀와 사랑하는 삽화집 2 (2010년 12월 7일 발매, ISBN 978-89-258-6125-8)
  - 문학소녀와 사랑하는 삽화집 3 (2011년 9월 7일 발매, ISBN 978-89-258-7374-9)
  - 문학소녀와 사랑하는 삽화집 4 (2012년 9월 7일 발매, ISBN 978-89-258-7375-6)
  - 문학소녀의 추상화랑 (2010년 7월 7일 발매, ISBN 978-89-258-4292-9)
  - 문학소녀 견습생의 첫사랑 (2010년 10월 7일 발매, ISBN 978-89-258-4690-3)
  - 문학소녀 견습생의 상심 (2011년 2월 7일 발매, ISBN 978-89-258-6126-5)
  - 문학소녀 견습생의 졸업 (2011년 10월 7일 발매, ISBN 978-89-258-7376-3)

## 만화
- 스퀘어 에닉스 - 간간 코믹스 JOKER (그림 : 高坂りと)

1. 문학소녀와 죽고 싶은 광대 1 (2009년 4월 24일 발매, ISBN 978-4-7575-2545-0)
2. 문학소녀와 죽고 싶은 광대 2 (2010년 2월 22일 발매, ISBN 978-4-7575-2807-9)
3. 문학소녀와 죽고 싶은 광대 3 (2010년 12월 22일 발매, ISBN 978-4-7575-3103-1)
4. 문학소녀와 굶주리고 목마른 유령 1 (2011년 8월 22일 발매, ISBN 978-4-7575-3340-0)

- 학산문화사 (그림 : 코사카 리토)

1. 문학소녀와 죽고 싶은 광대 1 (2011년 11월 25일 발매, ISBN 978-89-258-7631-3)
2. 문학소녀와 죽고 싶은 광대 2 (2012년 1월 25일 발매, ISBN 978-89-258-7633-7)
3. 문학소녀와 죽고 싶은 광대 3 (2012년 2월 25일 발매, ISBN 978-89-258-7956-7)

- 카도카와 쇼텐 - Asuka Comics DX (그림 : 日吉丸晃/히요시마루 아키라)

1. 문학소녀와 맛있는 레시피 2 (2010년 1월 26일 발매, ISBN 978-4-0485-4411-5)
2. 문학소녀와 맛있는 레시피 2 (2010년 4월 26일 발매, ISBN 978-4-0485-4467-2)
3. 문학소녀와 사랑하는 시인 (2011년 1월 26일 발매, ISBN 978-4-0485-4579-2)

## 애니메이션
2009년 4월 24일, 엔터브레인 홈페이지를 통해 극장판 애니메이션 제작을 공개하였다.

### 스탭
- 제작 : 프로덕션 I.G